# Сампсон (округ, Північна Кароліна)
Шаблон:StateAbbr_ 34°59′ пн. ш. 78°22′ зх. д. / 34.99° пн. ш. 78.37° зх. д.
Округ  Сампсон (англ. Sampson County) — округ (графство) у штаті  Північна Кароліна, США. Ідентифікатор округу 37163.

## Історія
Округ утворений 1784 року.

## Демографія
За даними перепису 
2000 року 
загальне населення округу становило 60161 осіб, зокрема міського населення було 9068, а сільського — 51093.
Серед мешканців округу чоловіків було 29800, а жінок — 30361. В окрузі було 22273 домогосподарства, 16222 родин, які мешкали в 25142 будинках.
Середній розмір родини становив 3,09.
Віковий розподіл населення поданий у таблиці:
| Стать    | До 15 років | 15-21 | 22-29 | 30-39 | 40-49 | 50-65 | 65-85 | Понад 85 |
| -------- | ----------- | ----- | ----- | ----- | ----- | ----- | ----- | -------- |
| Чоловіки | 6646        | 2990  | 3718  | 4674  | 4284  | 4470  | 2758  | 260      |
| Жінки    | 6395        | 2699  | 3247  | 4259  | 4326  | 4747  | 4064  | 624      |

## Суміжні округи
- Джонстон — північ
- Вейн — північний схід
- Даплін — схід
- Пендер — південний схід
- Блейден — південний захід
- Камберленд — захід
- Гарнетт — північний захід

## Виноски
1. ↑  U.S. Decennial Census. United States Census Bureau. Процитовано 19 січня 2015.
2. ↑  Historical Census Browser. University of Virginia Library. Архів оригіналу за 26 грудня 2013. Процитовано 19 січня 2015.
3. ↑  Forstall, Richard L., ред. (27 березня 1995). Population of Counties by Decennial Census: 1900 to 1990. United States Census Bureau. Процитовано 19 січня 2015.
4. ↑  Census 2000 PHC-T-4. Ranking Tables for Counties: 1990 and 2000 (PDF). United States Census Bureau. 2 квітня 2001. Процитовано 19 січня 2015.
5. ↑  State & County QuickFacts. United States Census Bureau. Архів оригіналу за 8 листопада 2015. Процитовано 30 жовтня 2013. [Архівовано 2015-11-08 у Wayback Machine.](англ.) Наведено за англійською вікіпедією.
6. ↑  American FactFinder. Бюро перепису населення США. Архів оригіналу за 26 лютого 2012. Процитовано 31 січня 2008. [Архівовано 2008-05-21 у Wayback Machine.]

| США | Це незавершена стаття з географії США. Ви можете допомогти проєкту, виправивши або дописавши її. |